# Protein liên kết hộp TATA

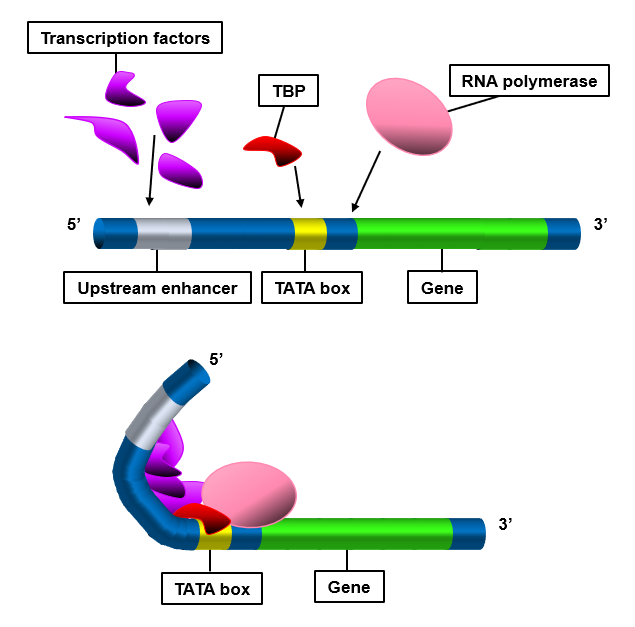
Hình 1: Mô tả hộp TATA và quá trình khởi đầu phiên mã nhân thực.

Prôtêin liên kết hộp TATA là một loại prôtêin đặc hiệu chỉ liên kết với đoạn nuclêôtit có trình tự "TATA..." trên vùng khởi động của gen gọi là hộp TATA (TATA box). Sự liên kết của prôtêin này góp phần quyết định bước đầu cho quá trình phiên mã xảy ra được hay không kể cả ở sinh vật nhân thực và vi khuẩn (nhân sơ).
Thuật ngữ này dịch từ nguyên gốc tiếng Anh "TATA-box Binding Protein" và do đó viết tắt là TBP. Bạn chú ý rằng chữ tắt này chỉ dùng và hiểu theo nội hàm trên trong lĩnh vực sinh học, bởi vì trong tiếng Anh hiện nay thì TBP có hơn 100 nghĩa khác nữa. Ngoài ra, trong sinh học phân tử, thì TBP còn là ký hiệu của gen mã hoá prôtêin này, tức là gen mã hoá TATA-box binding protein. Chẳng hạn ở người, các nhà nghiên cứu đã xác định được gen TBP ở lô-cut gen 6q27 (hình 2).
TBP (TATA-box binding protein) có nhiều loại khác nhau và được chia thành nhiều họ, dù ở cả sinh vật nhân thực và vi khuẩn (nhân sơ) đều có, nhưng cấu trúc và hoạt động khác nhau rất nhiều, tuy nhiên đều có chức năng giống nhau là: TBP góp phần quyết định bước đầu cho enzym RNA-pôlymêraza tiến hành quá trình phiên mã, từ đó gen mới biểu hiện và sự sống trong tế bào mới tiếp diễn.

Hình 2: Các lô-cut gen chính ở NST số 6 của người.

Sơ đồ trên cùng của hình 1 mô tả hộp TATA trong quá trình tiền khởi đầu phiên mã nhân thực là đoạn màu vàng, các yếu tố phiên mã TF (Trannscription Factor) là các mảnh màu tím, enzym RNA pôlymêraza là hình trứng màu hồng, là sơ đồ tổng quát chung cho phiên mã nhân thực. Hộp TATA thường nằm ở vị trí 25 - 35 bp trước vị trí bắt đầu phiên mã. Hộp TATA không chỉ xác định hướng phiên mã của Pol (RNA-pôlymêraza), mà còn chỉ rõ cho nó mạch đơn nào của gen là khuôn mà Pol cần đọc để phiên. Chính TBP (mảnh màu đỏ) là "người" đầu tiên nhận ra TATA, liên kết với vị trí này và "lôi kéo" các prôtêin khác (màu tím) vào, từ đó hình thành ra  phức hợp tiền khởi đầu phiên mã giúp Pol chuẩn bị vào giai đoạn khởi đầu phiên mã.

## Cấu tạo
- Ở vi khuẩn, TBP khác hẳn với ở nhân thực, thường được gọi là yếu tố sigma (σ factor). Yếu tố sigma chỉ là một prôtêin khá nhỏ (vài chục kDa) liên kết với RNA-pôlymêraza họp thành phức hợp được gọi là hôlô-enzym RNA-pôlymêraza (RNA polymerase holoenzyme).[6] Xem chi tiết ở trang Yếu tố phiên mã chung và trang yếu tố sigma.
- Ở sinh vật nhân thực, TPB có nhiều loại, mỗi loại có cấu tạo riêng, nhưng có thể mô tả cấu tạo chung như sau.[7][8][9]
- Nó gồm  khoảng 200 amino acid. Phía đầu C (cacbôxyl) của chuỗi khoảng 70 - 80 amino acid lặp lại hai lần, tạo ra cấu trúc hình yên ngựa làm căng DNA ở đoạn này (hình 3); vùng này liên kết trực tiếp với hộp TATA và tương tác với các yếu tố phiên mã khác trong nhóm yếu tố phiên mã chung. Ngược lại, phía đầu N (amin) thường thay đổi cả về chiều dài và trình tự, tuỳ theo loại Pol và tuỳ theo loài. Nghĩa là đầu C được bảo tồn cao trong tiến hoá.[10]
- Cấu trúc tinh thể của vùng C-terminal / lõi của TBP ở người đã được xác định ở độ phân giải 1,9 angstroms.

Các thí nghiệm ở S. cerevisiae đã chỉ ra rằng sự chiếm chỗ TBP của một số chất kích thích Pol II có tương quan với hoạt động phiên mã và sự gắn kết của TBP được kích thích bởi các chất kích hoạt và các yếu tố phiên mã chung. TBP liên kết không chỉ với hộp TATA, mà còn giúp cả ba loại Pol (Pol I, Pol II và Pol III) hoạt động trên gen không có hộp TATA.

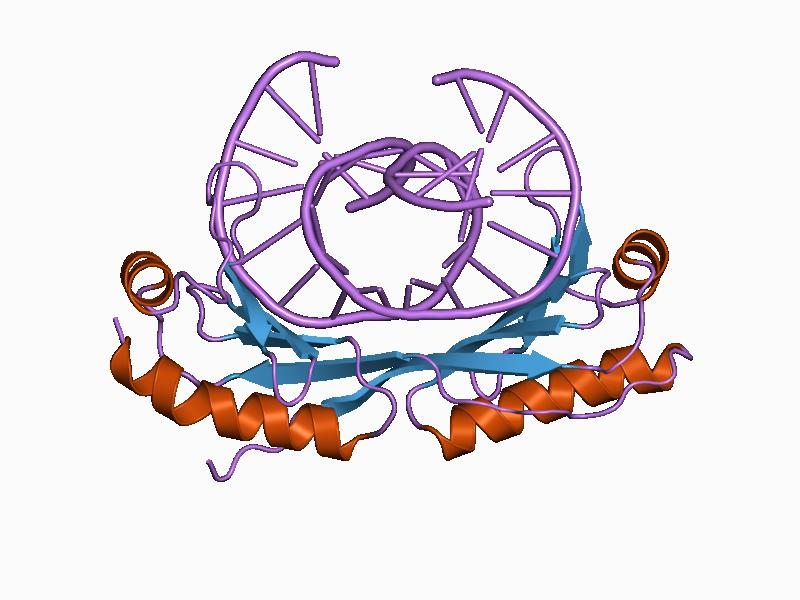
Hình 3: Mô hình đồ hoạ biểu diễn liên kết với DNA (chuỗi xoắn kép màu tím) với một kiểu TBP.

## Vai trò của TBP
- Ở vi khuẩn (nhân sơ), enzym RNA pôlymêraza (Pol) tự nhận biết được vùng khởi động (promotor), nhưng nếu thiếu TBP (tức yếu tố sigma) thì nó không bám vào hộp TATA được và không dãn xoắn- tách mạch gen khuôn mẫu được, nên phiên mã không thể tiến hành (xem thêm trang Yếu tố phiên mã chung  và trang yếu tố sigma).
- Ở sinh vật nhân thực, hộp TATA là một chuỗi nuclêôtit cho biết nơi nào enzym RNA pôlymêraza có thể bắt đầu đọc và phiên mã gen. Nhưng dù có vai trò chủ chốt, Pol (RNA pôlymêraza) lại không có khả năng nhận biết hộp TATA, nên phải cần một tập hợp các phân tử giúp nó nhận biết, mà phân tử đầu tiên nhận biết là TBP. Xem thêm chi tiết ở trang Phức hợp tiền khởi đầu phiên mã.
- Khởi động phiên mã là một trong những bước quan trọng trong quá trình biểu hiện gen. Gen không chỉ được phiên mã, mà còn phải được phiên mã vào đúng thời điểm mà tế bào sống đòi hỏi, từ đó các quá  trình sinh học mới được thực hiện đúng. Việc phiên mã đòi hỏi enzym RNA pôlymêraza (Pol). Có nhiều loại Pol (RNA pôlymêraza), nhưng không có loại nào có khả năng tự lập hoàn toàn để bắt đầu phiên mã. Do đó, Pol cần có sự trợ giúp của nhiều yếu tố gọi là yếu tố phiên mã chung.
- Trong các yếu tố phiên mã chung ở cả sinh vật nhân thực và sinh vật nhân sơ, đều có TBP, tuy có nhiều loại, khác nhau nhiều chi tiết, nhưng TBP  là cần thiết để "khởi động" phiên mã trong một giai đoạn gọi là tiền khởi đầu phiên mã.
- Ở sinh vật nhân sơ, chỉ một loại TBP là phức hợp tiền khởi đầu phiên mã, không có nó thì Pol không hoạt động được.
- Ở sinh vật nhân thực, TBP là một tiểu đơn vị của yếu tố phiên mã TFIID để khởi động phiên mã của gen dù có hay không có hộp TATA. Xem chi tiết hơn vấn đề này ở trang  Yếu tố phiên mã chung. Do đó, TBP (prôtêin liên kết hộp TATA) luôn là một công cụ khởi động phiên mã.[12]
- Prôtêin liên kết TATA (TBP) là một yếu tố phiên mã chung liên kết cụ thể với chuỗi DNA được gọi là hộp TATA. Trình tự DNA này được tìm thấy khoảng vị trí - 30 (tức là cặp base thứ 30 tính ngược lên đầu 5' của vị trí bắt đầu phiên mã (+1). TBP cùng với một loạt các yếu tố liên quan đến TBP, tạo nên TFIID, một yếu tố phiên mã chung tạo nên một phần của phức hợp tiền khởi đầu cho Poll II. Là một trong số ít các prôtêin trong phức hợp tiền khởi đầu liên kết DNA theo cách đặc hiệu với trình tự TATA, nó còn giúp Pol định vị đúng vị trí bắt đầu phiên mã của gen. Tuy nhiên, ước tính chỉ có khoảng 20% vùng khởi động (promoter) ở người là có hộp TATA. Do đó, ở người TBP có lẽ không phải là prôtêin duy nhất liên quan đến định vị Pol II.
- Một đặc trưng nữa của TBP là có một chuỗi dài glutamine ở đầu N (đầu amin) của prôtêin này. Miền này điều chỉnh hoạt động liên kết gen của đầu C (đầu cacbôxyl) ảnh hưởng đến tốc độ hình thành phức hợp phiên mã và bắt đầu phiên mã. Đột biến làm tăng số lần lặp lại CAG mã hóa chuỗi polyglutamine này có thể làm tăng chiều dài chuỗi đó, liên quan đến spinocerebellar ataxia 17, gây thoái hóa thần kinh, đã được gọi là bệnh polyglutamine.
- TBP cũng là một thành phần của Pol I và Pol III và do đó tham gia vào quá trình bắt đầu phiên mã bởi cả ba loại Pol này. Trong các loại tế bào cụ thể hoặc trên các cơ chất cụ thể, thì TBP có thể được thay thế bằng một trong một số yếu tố liên quan đến TBP.[13]
- Vì TBP là một yếu tố phiên mã chung cần thiết cho cả ba loại polymerase RNA hạt nhân, nên nó là bắt buộc để phiên mã cho mọi gen. Hiểu biết tường tận mối quan hệ động giữa TBP với các vùng khởi động trên gen có ý nghĩa quan trọng đối với hiểu biết nguyên nhân các rối loạn di truyền trong di truyền y học.

## Hoạt động của TBP
- TBP khi đã liên kết với gen, nó sẽ liên kết vào rãnh nhỏ của gen, giúp tách chuỗi kép ở vị trí đã liên kết, liên quan đến quá trình tách mạch kép bằng cách uốn cong đoạn gen ở đây một góc khoảng 80 độ. Vị trí này là trình tự giàu A, T nên tạo điều kiện cho quá trình tách mạch dễ dàng hơn là trình tự giàu G, C (hay X).
- Sư biến dạng đoan DNA ở vị trí này do TBP chèn chuỗi bên các amino acid của nó vào giữa các cặp base. Sự liên kết này xảy ra do lượng amino acid Lys (lyzin) và Arg (acginin) tích điện dương của nó với các gốc phosphat tích điện âm trong "xương sống" DNA là chuỗi liên kết phôtphođieste. Do đó đoạn này của DNA uốn cong lại (sơ đồ dưới ở hình 1), các Phe (phênyl-alanin) luồn vào rãnh nhỏ của đoạn DNA này. Nhờ đó, tương tác DNA-prôtêin được tăng cường.
- Do đoạn DNA gần hộp TATA giàu A (ađênin) và T (timin), mà cặp A-T chỉ có hai liên kết hydro, nên đoạn DNA ở đây dễ dàng tách nhau ra hơn. Nhờ đó, Pol dễ dàng bắt đầu phiên mã gen.
- TBP tạo liên kết đặc hiệu với hộp TATA bằng hai loại tương tác hóa học. Đầu tiên, chuỗi các amino acid giàu lysine và arginine (các amino acid nhóm kiềm) hình thành liên kết với gốc phosphate của những nucleic base. Đây chính là cách thức cơ bản để các prôtêin DBP có thể liên kết với phân tử DNA. Tiếp đến, 4 phenyalanine tại các vị trí đặc trưng (thường là 99, 116, 190, và 207) của TBP sẽ tạo thành cấu trúc kẹp trong không gian nhằm xen cài vào rãnh nhỏ của phân tử DNA. Tương tác này giúp TBP có thể bẻ gập phân tử DNA một cách dễ dàng. Ngoài ra, 2 asparagine nằm đối xứng trong không gian (vị trí 69 và 159) có khả năng hình thành các liên kết hydro với những base đặc hiệu của hộp TATA. Qua đó, TBP có thể nhận biết và tạo liên kết chính xác với vùng hộp TATA.
- Xem them ở trang Phức hợp tiền khởi đầu phiên mã có mô tả cả hoạt động của TBP ở nhân thực và nhân sơ.

## Danh sách
Một số loại TBP đã được nghiên cứu, thuộc họ prôtêin này liệt kê ở bảng sau:
| Mã tên           | Tên của prôtêin          | Tên gen mã hoá       | Loài                                       | Dài |
| ---------------- | ------------------------ | -------------------- | ------------------------------------------ | --- |
| A0A1Q9P1X4_9ARCH | TATA-box-binding protein | tbp HeimC2_07150     | Candidatus Heimdallarchaeota archaeon LC_2 | 233 |
| A0A2D6G823_9ARCH | TATA-box-binding protein | tbp CMH64_03190      | Nanoarchaeota archaeon                     | 184 |
| A0A368NA46_9EURY | TATA-box-binding protein | tbp DU504_06645      | Haloplanus salinus                         | 181 |
| A0A365T7W0_9EURY | TATA-box-binding protein | tbp DMJ13_22240      | halophilic archaeon                        | 186 |
| M0IL95_9EURY     | TATA-box-binding protein | tbp C441_05364       | Haloferax sulfurifontis ATCC BAA-897       | 188 |
| A0A0Q4B5D2_9EURY | TATA-box-binding protein | tbp AOA80_07535      | Methanomassiliicoccales archaeon RumEn M1  | 197 |
| A0A2Z2HRR3_9EURY | TATA-box-binding protein | tbp B1756_06695      | Natronolimnobius aegyptiacus               | 186 |
| A0A0P9FVB8_9ARCH | TATA-box-binding protein | tbp AOA65_1662       | Candidatus Bathyarchaeota archaeon BA1     | 186 |
| A0A365TEA5_9EURY | TATA-box-binding protein | tbp DMJ13_02845      | halophilic archaeon                        | 186 |
| M0CA54_9EURY     | TATA-box-binding protein | tbp C476_12286       | Haloterrigena limicola JCM 13563           | 186 |
| A0A371MTU7_9EURY | TATA-box-binding protein | tbp DEQ92_19885      | Haloferax sp. Atlit-6N                     | 188 |
| A0A1I0QJF4_9EURY | TATA-box-binding protein | tbpSAMN05216285_3651 | Halopiger salifodinae                      | 186 |
| A0A284VPM0_9EURY | TATA-box-binding protein | MNV_270011           | Candidatus Methanoperedens nitroreducens   | 73  |
| A9A365_NITMS     | TATA-box-binding protein | tbp Nmar_0598        | Nitrosopumilus maritimus (strain SCM1)     | 186 |
| A0A2E8BBD4_9EURY | TATA-box-binding protein | tbp CMA67_03105      | Euryarchaeota archaeon                     | 204 |
| A0A2D7BEP4_9EURY | TATA-box-binding protein | CMA12_02145          | Euryarchaeota archaeon                     | 157 |
| A0A2E9PWQ0_9EURY | TATA-box-binding protein | tbp CMA59_03840      | Euryarchaeota archaeon                     | 238 |
| A0A2E7WZ17_9EURY | TATA-box-binding protein | tbp CMA71_01780      | Euryarchaeota archaeon                     | 242 |
| A0A2E1L9N1_9EURY | TATA-box-binding protein | tbp CMA30_06600      | Euryarchaeota archaeon                     | 204 |
| A0A2D9QNA4_9EURY | TATA-box-binding protein | tbp CL979_02550      | Euryarchaeota archaeon                     | 237 |
| A0A2E0VAJ0_9EURY | TATA-box-binding protein | tbp CMA27_01435      | Euryarchaeota archaeon                     | 211 |
| A0A2E2S9M9_9EURY | TATA-box-binding protein | CMB22_03860          | Euryarchaeota archaeon                     | 187 |
| A0A2D7L8C8_9EURY | TATA-box-binding protein | tbp CMA06_02405      | Euryarchaeota archaeon                     | 237 |
| A0A2E8STT7_9EURY | TATA-box-binding protein | tbp CMA86_02495      | Euryarchaeota archaeon                     | 204 |